# 폭스 필름
폭스 필름(영어: Fox Film)은 미국의 영화 제작사였다. 1915년 2월 1일 윌리엄 폭스가 설립하였다. 1929년 월스트리트 대폭락 이후, 윌리엄 폭스는 인수 과정에서 1930년에 회사의 통제권을 잃었다. 새 사장인 시드니 켄트가 이끄는 새 소유주는 회사를 20세기 픽처스와 합병하여 1935년 20세기 폭스를 형성했다.

## 외부 링르
- 위키미디어 공용에 폭스 필름 관련 미디어 분류가 있습니다.